# Ixora fulgens
Ixora fulgens är en måreväxtart som beskrevs av William Roxburgh. Ixora fulgens ingår i släktet Ixora och familjen måreväxter. Inga underarter finns listade i Catalogue of Life.